# Râul Sofia
Râul Sofia este un râu din nord-vestul Madagascarului. Curge prin regiunea Sofia. Izvorăște din Masivul Tsaratanana de la o altitudine de 1784 de metri. Are o lungime de 328 kilometri (204 mi).
Gura sa de vărsare se află în Oceanul Indian în districtul Boriziny-Vaovao (Port-Bergé).